# Заамар
Заамар (монг. Заамар) — сомон аймаку Туве, Монголія. Територія 2,9 тис. км², населення 5,6 тис. Центр — селище Бат Ульзийт розташоване на відстані 200 км від м. Зуунмод та 180 км від Улан-Батора.

## Рельєф
Гори Заамар (1000–1500 м).

## Корисні копалини
Запаси золота, залізної руди та будівельних матеріалів. У літній період кілька тисяч «чорних» старателів.

## Клімат
Різкоконтинентальний клімат. Середня температура січня −24 градуси, липня +19 градусів, щорічна норма опадів 200–320 мм.

## Тваринний світ
Водяться вовки, олені, лосі, лисиці, корсаки, зайці.

## Соціальна сфера
Є школа, лікарня, торговельно-культурні центри.